# 法玛瓦蒂·苏加诺机场
法玛瓦蒂·苏加诺机场（印尼语：Bandar Udara Fatmawati Soekarno）原名巴东科米林机场（Padangkemiling），是印度尼西亚苏门答腊岛明古鲁省明古鲁的一座机场。机场名称来自前印尼第一夫人，印尼首任总统苏加诺的妻子法玛瓦蒂·苏加诺。
为了满足宽体飞机的飞行条件，法玛瓦蒂·苏加诺机场将被延长到3,300米，南北两端均将被延长。此项工程是为了满足穆斯林从明古鲁出发前往朝觐所搭乘航班而做准备。除了跑道之外，也将新建一座航站楼供穆斯林朝觐所用。

## 航空公司和目的地
| 航空公司                      | 目的地                                         |
| ----------------------------- | ---------------------------------------------- |
| 巴泽航空                      | 雅加达-哈利姆                                  |
| 连城航空                      | 雅加达-苏哈                                    |
| 加鲁达印尼航空                | 雅加达-苏哈                                    |
| 加鲁达印尼航空 由探索航空运营 | 巨港                                           |
| 狮子航空                      | 雅加达-苏哈、巴淡                              |
| 楠航空                        | 雅加达-苏哈、巨港                              |
| 三佛齐航空                    | 雅加达-苏哈                                    |
| 苏西航空                      | 班达楠榜、克鲁伊、恩加诺岛、穆科穆科、帕加拉兰 |
| 飞翼航空                      | 巴淡、占碑、巴东、巨港                         |

## 资料来源
1. ↑  世界航空数据库中的WIPL机场数据，数据截止日期：2006年10月。來源：DAFIF.
2. ↑  在大圆制图人（Great Circle Mapper）上的WIPL机场信息 （来源：DAFIF）.
3. ↑  Yuliardi Hardjo Putro. . bisnis.liputan6.com. Liputan6. 2015-04-06  [2017-11-10]. （原始内容存档于2017-11-11）.